# Постферментированный чай

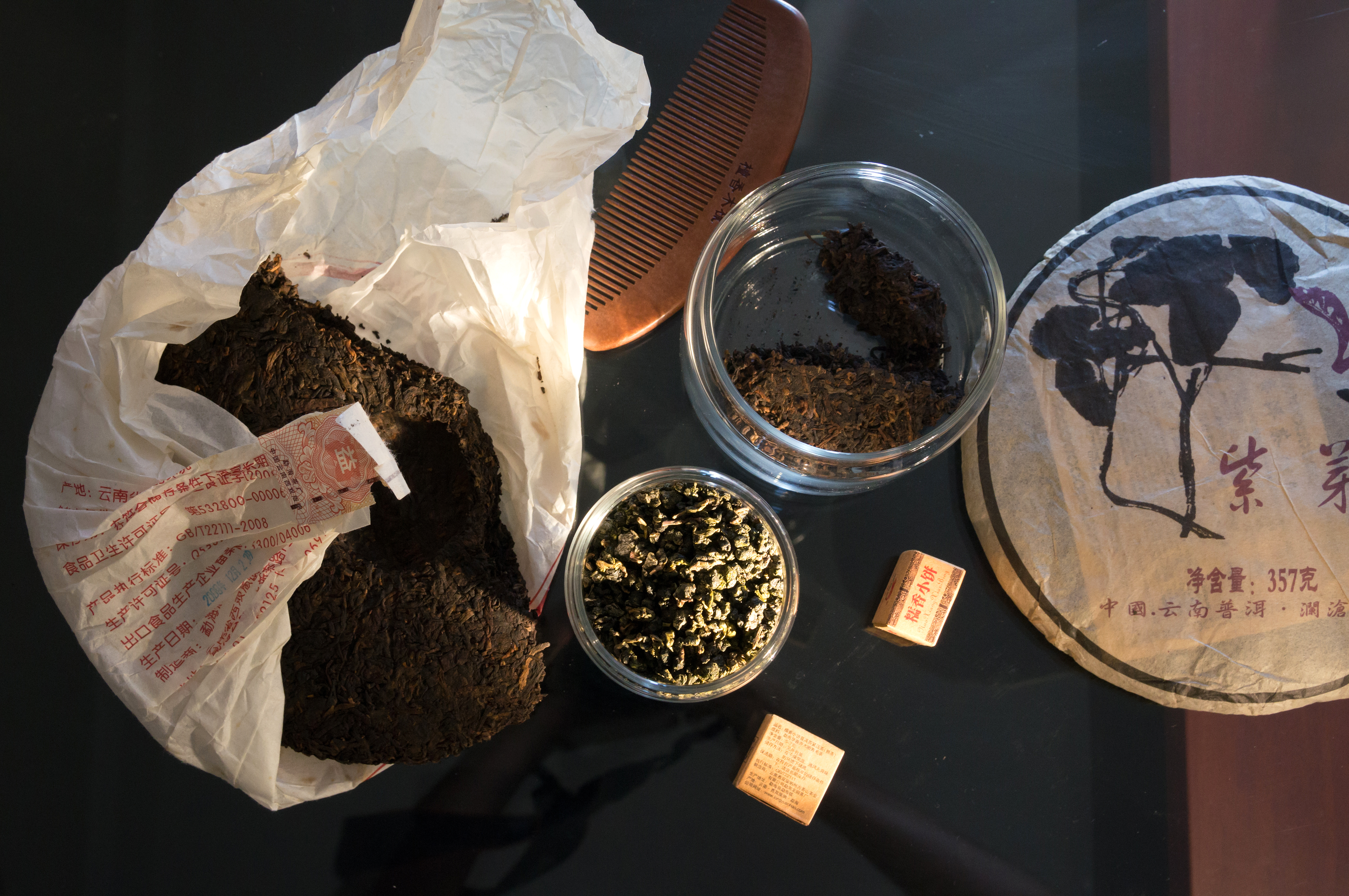
Пуэр из провинции Юньнань, Китай

Постферментированный чай — чай, который прошёл процесс микробной ферментации от нескольких месяцев до многих лет, обычно во влажной среде и при доступе кислорода. Самый известный постферментированный чай пуэр производится в провинции Юньнань, лучшие сорта его — в селении Булан Шань уезда Мынхай.
Ферментация влияет на органолептические свойства чая, она меняет запах, как правило, смягчает вкус, уменьшая терпкость и горечь. Микроорганизмы могут также производить метаболиты, полезные для здоровья.

## Ферментация
Ферментация осуществляется в основном с помощью плесневых грибков. Предполагалось, что Аспергилл чёрный является основным микроорганизмом отвечающим за формирование пуэра, но это было поставлено под сомнение. Современные данные указывают на то, что основным видом является Aspergillus luchuensis, другой вид плесневелых грибков рода Аспергилл.

## Распространение
Большинство постферментированных чаёв производится в Китае, в провинциях Аньхой, Сычуань, Хунань, Хубэй и Юньнань. Несколько сортов производятся в Японии (авабантя, гоиситя).
Южная Корея производит чай под названием «Тток ча» (кор. 떡차), который обычно подвергается постферментации уже после продажи.
В штате Шан, Мьянма производят маринованный чай Леппет-со — это форма постферментированного чая, который едят. Подобные чаи употребляют в северной части Таиланда и на юге провинции Юньнань, а также Буланы из Сишуанбаньна, на границе с Мьянмой и Лаосом.